# Rudersdal Museer
Rudersdal Museer i Rudersdal Kommune er et statsanerkendt, lokalhistorisk museum, som består af de tre afdelinger; Mothsgården (tidligere Søllerød Museum), Historisk Arkiv og Vedbækfundene på Gammel Holtegaard. Historisk-topografisk Selskab for Søllerødegnen og Birkerød Lokalhistoriske Arkiv og Museum er nære samarbejdspartnere. Museets administration og afdelingen for nyere tid ligger over for Historisk Arkiv på Biblioteksallén i Nærum.

## Mothsgården
Mothsgården, beliggende på Søllerødvej 25, blev opført omkring 1680 af indenrigsminister Matthias Moth centralt i det oprindelige Søllerød, og i tiden efter havde gården besøg af adskillige store kulturpersonligheder. Blandt andet boede den norske komponist Edvard Grieg der en sommer, hvor han komponerede sin kendte klaverkoncert, opus 16 i a-mol. Også Robert Storm Petersen har tilbragt tid på gården.
I 1973-74 blev gården indrettet til museum (Søllerød Museum), og i 2007 blev dette museum slået sammen med de øvrige nævnte under det nuværende navn. I det fungerer Mothsgården/Nyere tid som hovedafdelingen. I 2014 flyttede museets administration til Nærum, og også hovedbygningen blev indrettet til udstillingsformål, således at hele Mothsgården nu fungerer som udstillingssted for nyere tids kulturhistorie.
I tidens løb har Mothsgården haft udstillinger om blandt andet Tøj til Højtid og Fest, krigsjubilæerne 1814, 1864, 1914, SKÅL - alkohol i fest, fællesskab og fordærv, Rudersdal på lærredet (udstilling af topografiske værker fra museets samling), Herreværelset, Hjem fra Genbrugspladsen, Ferdinand Richardts herregårdstegninger, tegninger af Kaj Engholm, hatte fra forskellige tider, æggebægre, parfumeflakoner og fajance fra Delft.

## Vedbækfundene
Vedbækfundene dækker over en arkæologisk udgravning af grave fra jægerstenalderen, der blev gjort i 1975 i nærheden af Vedbæk Maglemose og øresundskysten. Der er efterfølgende etableret udstilling med udgangspunkt i fundene, hvor besøgende kan danne sig et indtryk af, hvordan området har set ud på den tid, både naturen samt en stenalderboplads. De var udstillet på Gammel Holtegaard i Gammel Holte fra 1984-2024, hvorefter de blev fjernet. Museet arbejder med en ny permanent udstilling, hvor de skal indgå.

## Historisk arkiv
Arkivet indeholder lokalhistoriske materialer fra Søllerød, Birkerød og omegn, samt en stor, lokalhistorisk bogsamling. Det har til huse på Biblioteksallén 1 i Nærum.

## Historisk-topografisk Selskab for Søllerødegnen
Selskabet er en frivillig forening, der arbejder for at udbrede kendskabet til og interessen for historie og topografi knyttet til området. Selskabet har siden 2006 hvert år udgivet en årbog om disse emner.